# Řepiště
Řepiště település Csehországban, a Frýdek-místeki járásban. Řepiště Frýdek-Místek, Sedliště, Vratimov és Paskov településekkel határos. Lakosainak száma 1896 fő (2024. január 1.).

## Népesség
A település lakosságának változását az alábbi diagram mutatja:
| Lakosok száma | 895  | 1022 | 1192 | 1189 | 1619 | 1502 | 1825 | 1838 | 1891 | 1896 |
|               | 1869 | 1890 | 1921 | 1950 | 1980 | 2001 | 2017 | 2019 | 2022 | 2024 |